# John Campbell (football, 1871)
Pour les articles homonymes, voir John Campbell et Campbell.
John James « Johnny » Campbell (né le 12 septembre 1871 à Glasgow en Écosse et mort le 2 décembre 1947) était un footballeur international écossais qui évoluait en tant qu'attaquant.

## Biographie
Il a joué au Celtic FC, à Aston Villa FC, à Third Lanark AC et pour l'équipe d'Écosse.
Il commence sa carrière au Celtic en 1890 avec qui il gagne deux championnats en 1892-1893 et 1893-1894 ainsi que la coupe d'Écosse en 1893.
Il part ensuite en Angleterre à Aston Villa FC à l'été 1894 et gagne le championnat anglais en 1895-1896 et en 1896-1897. Campbell inscrit un but en finale de la FA Cup 1897 contre Everton FC. Quelques jours plus tard, il inscrit le premier but dans le nouveau stade de Villa Park.
Il retourne au Celtic juste après et remporte le titre de 1897-1898 et deux coupes d'Écosse en 1899 et 1900. Il rejoint ensuite Third Lanark en 1903 remporte le championnat écossais 1903-1904.
Campbell joue 12 fois dans l'équipe écossaise de 1893 à 1903. Il inscrit 4 buts dont 2 contre l'Irlande en mars 1900. Il est nommé capitaine lors d'un match contre le Pays de Galles en 1902.
Il prend sa retraite en 1906.

## Palmarès
Celtic FC
- Champion du Championnat d'Écosse de football (3) :
  - 1893, 1894 et 1898.
- Vice-champion du Championnat d'Écosse de football (4) :
  - 1892, 1900, 1901 et 1902.
- Meilleur buteur du Championnat d'Écosse de football (1) :
  - 1893 : 11 buts.
- Vainqueur de la Scottish Cup (3) :
  - 1892, 1899 et 1900.
- Finaliste de la Scottish Cup (4) :
  - 1893, 1894, 1901 et 1902.

Aston Villa FC
- Champion du Championnat d'Angleterre de football (2) :
  - 1896 et 1897.
- Meilleur buteur du Championnat d'Angleterre de football (1) :
  - 1896 : 20 buts.
- Vainqueur de la FA Cup (2) :
  - 1895 et 1897.

Third Lanark AC
- Champion du Championnat d'Écosse de football (1) :
  - 1904.
- Vainqueur de la Scottish Cup (1) :
  - 1905.
- Finaliste de la Scottish Cup (1) :
  - 1906.